# 東ソー
東ソー株式会社（とうソー、英: TOSOH CORPORATION）は、日本の大手総合化学メーカー。本社は東京都中央区にあるが、登記上の本店は山口県周南市（旧・新南陽市）。旧社名は東洋曹達工業。東京証券取引所プライム市場上場。日経平均株価およびJPX日経インデックス400の構成銘柄の一つ。
同社の企業メッセージは「明日のしあわせを化学する」である。
同名のインテリア用品製造業のトーソー（株）（初代社名：東京装備工業株式会社）とは関係は一切ない。

## 概要
苛性ソーダ、塩化ビニルモノマー(VCM)、ポリウレタンといった「ビニル・イソシアネート・チェーン」事業に加え、石油化学事業（オレフィン、ポリエチレン、合成ゴム等）や機能商品事業（無機・有機ファイン製品、計測・診断製品、スパッタリングターゲット、電解二酸化マンガン、ジルコニアセラミックス、石英ガラスなど）をコアとして事業展開を行っている。
南陽事業所は、単一工場としては日本最大規模となる敷地面積（300万m2）と自家発電設備（825,000kW）を有し、周南コンビナートの中核をなしている。
設立当初から日本興業銀行（現・みずほ銀行）と関わりが深く、4代目から7代目の社長は同行の出身者だった。
塩ビモノマーの生産能力は、後述の爆発事故以前の2011年時点で120万トン（日本国内の3割強）を占めていた。

## 沿革
- 1935年 - 日本曹達工業（現・トクヤマ）を退社した岩瀬徳三郎らによって、山口県都濃郡徳山町（現・周南市）の岩瀬宅に東洋曹達工業株式会社設立。
- 1936年 - 都濃郡富田町（現・周南市）で南陽工場操業。
- 1971年 - 四日市工場操業。
- 1975年 - 山形県酒田市を地盤とする株式会社鐵興社と合併。
- 1983年 - 旧鐵興社の酒田、石巻工場を分離して東北東ソー化学株式会社を設立。
- 1987年 - 東ソー株式会社に社名変更。
- 1990年 - 新大協和石油化学株式会社と合併。
- 1996年 - 塩化ビニル樹脂事業を分離し、東ソー・三井東圧化学（現・三井化学）・電気化学工業（現・デンカ）の共同出資による大洋塩ビを設立。
- 2014年 - 日本ポリウレタン工業と合併。
- 2020年 - 山形市にある存続が危ぶまれる事態となっていた複合文化施設「シベールアリーナ」の命名権を取得。名称が「東ソーアリーナ」となる[5]。
- 2024年 - 東京本社を八重洲セントラルタワーに移転予定。

## 事業所
- 登記上本店（山口県周南市）
- 本社（東京都中央区）

### 支店・営業所
- 大阪支店（大阪市中央区）
- 名古屋支店（名古屋市中区）
- 福岡支店（福岡市中央区）
- 仙台支店（仙台市青葉区）
- 山口営業所（山口県周南市）

### 事業所・事務所
- 南陽事業所（山口県周南市）
- 四日市事業所（三重県四日市市）
- 富山事務所（富山県富山市）
- 山形事務所（山形県山形市）

### 研究所・技術センター
- 無機材料研究所・有機材料研究所・技術センター（山口県周南市）
- ファンクショナルポリマー研究所・高分子材料研究所・ウレタン研究所（三重県四日市市）
- 東京研究センター・アドバンストマテリアル研究所・ライフサイエンス研究所（神奈川県綾瀬市）

## 社長
| 代数   | 氏名       | 在任期間    | 出身校       | 出身母体               |
| ------ | ---------- | ----------- | ------------ | ---------------------- |
| 初代   | 岩瀬徳三郎 | 1935 - 1944 | 九州帝国大学 | 日本曹達工業（創業者） |
| 第2代  | 別府良三   | 1944 - 1944 | 海軍機関学校 | 海軍燃料廠             |
| 第3代  | 今井富之助 | 1944 - 1947 | 東京帝国大学 | 三井化学工業           |
| 第4代  | 貞永敬甫   | 1948 - 1952 | 東京帝国大学 | 日本興業銀行           |
| 第5代  | 二宮善基   | 1954 - 1968 | 東京帝国大学 | 日本興業銀行           |
| 第6代  | 青木周吉   | 1968 - 1979 | 東京帝国大学 | 日本興業銀行           |
| 第7代  | 森嶋東三   | 1979 - 1984 | 東京帝国大学 | 日本興業銀行           |
| 第8代  | 山口敏明   | 1984 - 1992 | 一橋大学     | 生え抜き               |
| 第9代  | 田代圓     | 1992 - 2001 | 東京大学     | 生え抜き               |
| 第10代 | 土屋隆     | 2001 - 2009 | 東京工業大学 | 生え抜き               |
| 第11代 | 宇田川憲一 | 2009 - 2016 | 東京工業大学 | 生え抜き               |
| 第12代 | 山本寿宣   | 2016 - 2022 | 神戸大学     | 生え抜き               |
| 第13代 | 桒田守     | 2022 -      | 大阪大学     | 生え抜き               |

## 事故
2011年11月13日15時24分頃、当社南陽事業所（山口県周南市関成町）第2塩ビモノマープラントで、塩ビモノマーなどを抜き出す作業中に爆発事故が発生した。火災により塩化水素ガスが漏れたため、周南市、下松市の住民には屋内待機が呼びかけられた。爆発事故により、規制値の155倍にあたる二塩化エタンを含む排水が海に流出した。また、この事故で男性社員1人が死亡した。事故で焼けた設備の再建には100億円単位が必要となる見通しが明らかにされている。11月25日、事故調査対策委員会が東ソーにより設置された。
その後、東ソー南陽事業所内に爆発で吹き飛んだプラント設備の一部がモニュメントとして置かれている。

## 関係会社
2015年3月末時点の子会社及び関連会社数は121社である。

### 主な連結子会社
- 東北東ソー化学
- 東ソー･ファインケム
- 東ソー･シリカ
- 東ソー物流
- オルガノ - ※水処理装置トップ
- 大洋塩ビ - ※塩化ビニル樹脂の製造
- プラス・テク
- 太平化学製品
- 東ソー・クォーツ
- 東ソー・ゼオラム
- 東ソー・テクノシステム

### 主な持分法適用関連会社
- 保土谷化学工業
- 東邦アセチレン - ※同社に合併された鐵興社のグループ企業で、山形県地盤
- ロンシール工業 - ※以前、チッソグループだった時期もあった
- マナック